# Decapterus russelli
Decapterus russelli es una especie de peces de la familia Carangidae en el orden de los Perciformes.

## Morfología
• Los machos pueden llegar alcanzar los 45 cm de longitud total y los 110 g de peso.

## Distribución geográfica
Se encuentra desde las  costas del África Oriental hasta el Japón, el Mar de Arafura y Australia.